# Cantonul Saint-Léger-sous-Beuvray
Cantonul Saint-Léger-sous-Beuvray este un canton din arondismentul Autun, departamentul Saône-et-Loire, regiunea Burgundia, Franța.

## Comune
| Comune                   | Populație (1999) | Cod poștal | Cod INSEE |
| ------------------------ | ---------------- | ---------- | --------- |
| La Comelle               | 199              | 71990      | 71142     |
| Étang-sur-Arroux         | 1 836            | 71190      | 71192     |
| La Grande-Verrière       | 570              | 71990      | 71223     |
| Saint-Didier-sur-Arroux  | 273              | 71190      | 71407     |
| Saint-Léger-sous-Beuvray | 524              | 71990      | 71440     |
| Saint-Prix               | 225              | 71990      | 71472     |
| Thil-sur-Arroux          | 142              | 71190      | 71537     |